# Moctar Ould Diay
Mokhtar Ould Djay (también escrito como Moctar Ould Diay y Mokhtar Ould Diaye, entre otras variaciones (28 de diciembre de 1973)) es un político mauritano que se desempeña como Primer Ministro de Mauritania desde el 2 de agosto de 2024.
Anteriormente se desempeñó como ministro de finanzas y ministro de economía bajo la presidencia de Mohamed Ould Abdel Aziz, y más recientemente como jefe de la oficina del presidente Mohamed Ould Ghazouani. 